# District de Žarnovica
Le district de Žarnovica est un des 79 districts de Slovaquie. il est situé dans la région de Banská Bystrica.

## Démographie

### Évolution de la population
| Année:               | 1994.  | 2004.   | 2014.   | 2024.   |
| -------------------- | ------ | ------- | ------- | ------- |
| Nombre de personnes: | 27 920 | 27 381  | 26 732  | 24 463  |
| Différence:          |        | -1,93 % | -2,37 % | -8,48 % |

| Année:               | 2023.  | 2024.   |
| -------------------- | ------ | ------- |
| Nombre de personnes: | 24 668 | 24 463  |
| Différence:          |        | -0,83 % |

## Liste des communes

### Ville
- Žarnovica
- Nová Baňa

### Villages
Brehy, Hodruša-Hámre, Horné Hámre, Hrabičov, Hronský Beňadik, Kľak, Malá Lehota, Orovnica, Ostrý Grúň, Píla, Rudno nad Hronom, Tekovská Breznica, Veľká Lehota, Veľké Pole, Voznica, Župkov